# Schloss Rommershausen

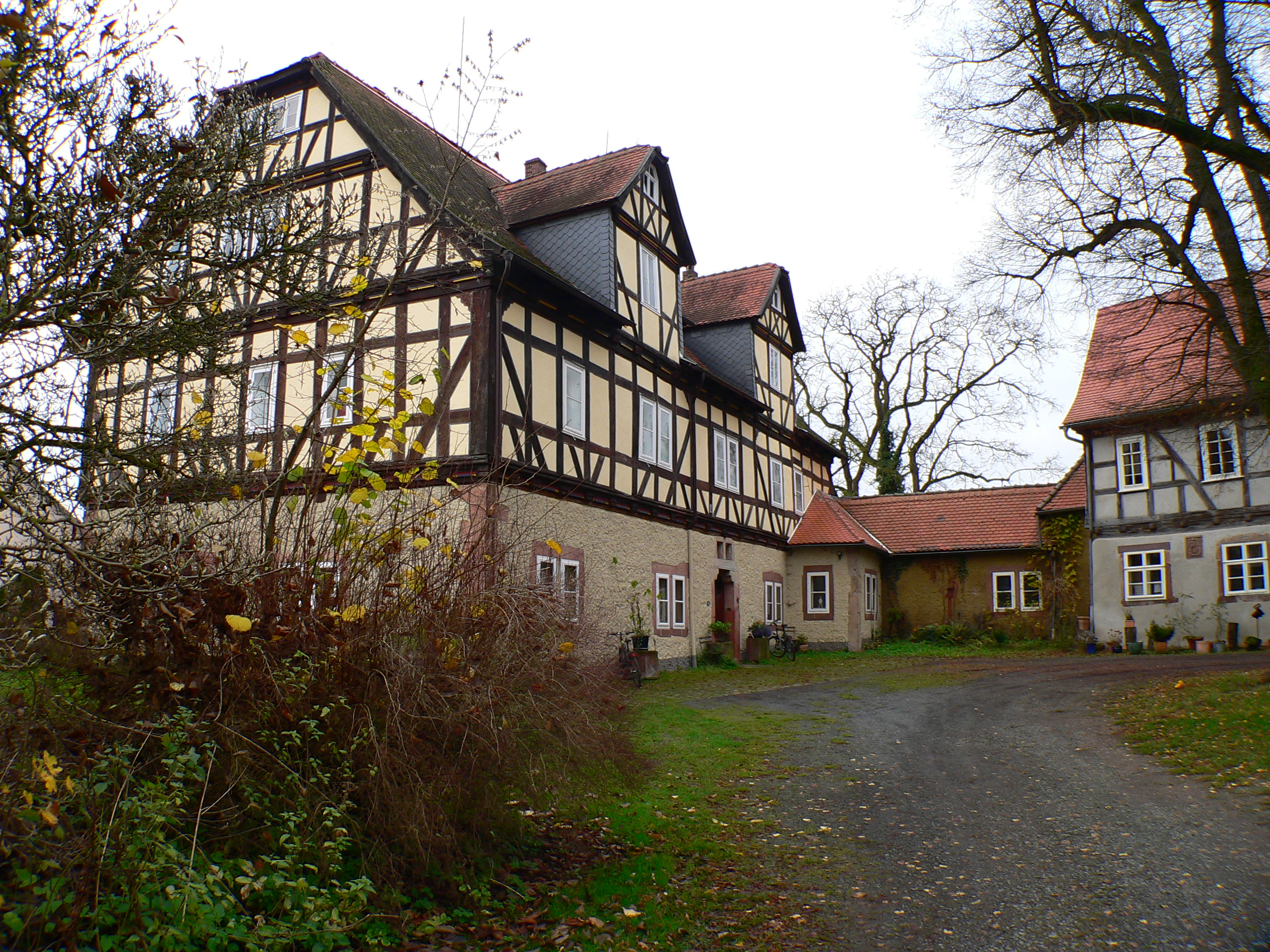
Schloss Rommershausen Westflügel

Das Schloss Rommershausen ist ein Renaissance-Schloss im Schwalmstädter Ortsteil Rommershausen im Schwalm-Eder-Kreis im nördlichen Hessen. Die in zentraler Ortslage befindliche Anlage hat die Form einer geschlossenen Hofreite. Das Anwesen steht als Kulturdenkmal unter Denkmalschutz.
Nördlich hinter dem Schloss schließt sich ein Englischer Garten an. Zur westlich vorbeiführenden Schwalm hin erstreckt sich der Wirtschaftsbereich mit der herrschaftlichen Mühle, die im 19. Jahrhundert neu erbaut wurde.

## Geschichte
Landgraf Philipp I. von Hessen übertrug 1535 seinem Rat Reichart Rinck († vor 1557) den ehemaligen „Hainaer Hof“ in Rommershausen, ein landgräfliches, bislang verpfändetes Gut des im Zuge der Reformation aufgehobenen Klosters Haina, und Rinck löste das Pfand ein. Ab 1539 ließ er die Gutsanlage zu einer kleinen Schlossanlage umbauen, angefangen mit dem auf Teilen des Vorgängerbaus errichteten Nordbau. Der Ostbau wurde 1549 vollendet. Rincks Tochter Judith heiratete 1561 Henrich von Winter vom Gut Kappel bei Arolsen und dieser erbte das Gut nach dem Tod seines Schwiegervaters. Der Hof wurde danach als Winterscher Hof bezeichnet. 1644 belehnte die Landgräfin Amalie Elisabeth den hessen-kasselischen Hofmarschall und Geheimen Rat Jakob von Hoff († 1670) mit dem Hof, nachdem sie ihn von Ludwig von Linsingen, dessen Ehefrau Christine geb. von Löwenstein und deren Schwester Marie von Hundelshausen, geb. von Löwenstein, den Winterschen Erben, käuflich erworben hatte.
Seit 1765 ist es im Besitz der Familie von Schwertzell, deren Stammsitz das Schloss Willingshausen ist.
1672 wurde der Westbau vollendet. Die somit heute aus drei Einzelgebäuden bestehende Schlossanlage ist unregelmäßig um einen Hof gruppiert. Auf der West- und Südseite wurde der Hof durch eine mehrfach gewinkelte, uneinheitliche Mauer geschlossen.

## Architektur

### Der Ostflügel
Der Ostflügel kann als Hauptbau angesehen werden. Er ist wohl 1549 entstanden und mit einem verzierten Portal versehen. Der Bau ist zweigeschossig mit einem massiven Erdgeschoss aus eckbequadertem Sandstein, das obere Stockwerk (wie bei allen Flügeln) besteht aus, hier verschiefertem, Fachwerk aus der Mitte des 19. Jahrhunderts. Die Südseite kennzeichnet eine vorspringende eingeschossige Auslucht. Die hofseitige Westseite besitzt nahe dem Nordende einen kleinen eingeschossigen Vorbau, der den Kellerzugang überdeckt, beide Vorbauten sind wohl gleichzeitig mit dem Gesamtbau entstanden. Der Ostflügel ist durch den künstlerischen Aufwand bemerkenswert, der von einem der bekanntesten Renaissance-Bildhauer Nordhessens angefertigt wurde. Das Schloss ist kunsthistorisch einer provinziellen Kunstschöpfung zuzuordnen, doch ist der Reichtum an Formen der frühen Renaissance neben solchen der Spätgotik bemerkenswert. Diese Verbindung ist für die frühe Weserrenaissance kennzeichnend. In den Reliefs ließ der Bauherr einen Teil seiner Familiengeschichte aufarbeiten. Alle Bilder beziehen sich auf den Tod der Ehefrau und die Bedeutung der Tochter, die wohl an deren Stelle trat.
In der Mitte sitzt ein stumpf-spitzbogiges Portal mit doppeltem Stabgewand. Es hat seitliche Konsolen mit Pilasterstücken und kapitell- und friesartigen Aufsätzen, das darüberliegende Gesims ist an den Enden verkröpft. Pilaster und Verkröpfung zeigen ein Flachrelief. In ihm Figuren in zeitgenössischer Kleidung: links ein auf sein Herz weisender Mann, rechts eine sich erdolchende Frau (wahrscheinlich Tarquinius und Lukretia), darüber befinden sich noch Büsten und Blattwerk-Kämpfer.
In der Mitte sitzt auf dem Gesims ein rechteckiges Feld mit Doppelwappen der Rinck und von Holzheim, dieses mit der Inschrift „ANNO DOMINI 1549“. Reichart Rinck war mit Margarete von Holzheim verheiratet. Das Wappenfeld wird von Stäben eingerahmt, deren obere Enden kapitellartig mit dem das Geschoss abschließenden Gesims verkröpft sind. Sie zeigen Fabelwesen mit zwei Fischschwänzen. Links und rechts des Wappensteines sind fast halbrunde tympanonartige Felder mit Drachen im Flachrelief zu sehen. In den Zwickeln zwischen dem Portalgewände und der Rahmung finden sich zwei freischwebende Medaillons. Sie zeigen die Büsten des Bauherren und seiner Gemahlin. Die Frauendarstellung ist durch die Haube über dem Haar als verheiratet gekennzeichnet und kann daher eindeutig als seine Ehefrau zugeordnet werden. Das Stabgewand sitzt mit ornamentierten Sockeln auf dem vorstehenden, profilierten Sockel des Gebäudes auf.

#### Der Gebäudesockel
Einen Sockel zeigen dabei nur die Schauseiten des Gebäudes, die Süd- und Westseite. Der vorspringende Sockel schließt vier Kellerfenster und die Portalzone nach oben ein und ist am Portal selbst durch ein seitliches Profil abgeschlossen. An der Westseite ist der Sockel mit Karnies, an der Südseite mit Kehle profiliert, an den Kellerfenstern hat er zusätzlich eine gestäbte Rahmung. Der Sockel hat links (eine) und rechts (zwei) vom Portal Öffnungen. Die rechten sind beide schießschartenartig angelegt, darüber befindet sich links ein ornamentierter Stein mit Fächerrosetten, rechts ein größerer ornamentierter Deckstein mit Jahreszahl 1549, mit zwei Delphinen bekränzt und mit Segmentbogenabschluss.

#### Die giebelseitige Auslucht
Die Giebelseite hat eine mittig verschobene Auslucht. Beiderseitig sind Zwillingsfenster angeordnet: links mit Vorgangbogen und einer kleinen Narrfigur am Teilungspfosten. Das Relief selbst hat das Monogramm „PS“ und ein im Reliefrahmen eingeschnittenes Steinmetzzeichen. Die Auslucht hat ein Zwillingsfenster mit Stabgewand und segmentbogigem Blendrahmen, in diesem und an den Sockeln des Fenstergewändes befinden sich Flachreliefs. Es sind zwei Figurengruppen dargestellt: links Lot und seine Töchter mit Inschrift „Lot Ve 19“ und rechts der Tod der Isabel („Isabel 2 Reg 19“). Die Profile setzen wieder auf Sockeln an, die Platz für kleine Büsten als Flachrelief bieten: die mittlere ist eine Männerbüste („RR“ gekennzeichnet), links davon eine verheiratete Frau, rechts ein unverheiratete Frau, (mit Inschrift „IR“), also wohl die Tochter Rincks. Es wird angenommen, dass die Ehefrau Rincks, Margerethe von Holzheim, um 1549 verstorben war und die Tochter die Stelle der Bauherrin einnahm. Die Auslucht wird von einem Gebäudesockel und Abschlussgesims umzogen.

#### Steinmetzzeichen
Am Portal findet sich mindestens siebenmal das Zeichen „PS“. Die Portalgewände selbst sind sechsmal mit zwei weiteren verschiedenen Steinmetzzeichen markiert. An den übrigen Fenstergewänden treten diese mit noch drei weiteren Steinmetzzeichen mehrfach auf. An den Flachreliefs der Fenster der Südseite ist nochmals das Monogramm „PS“ festzustellen. Mit diesem Zeichen wird der Bildhauer Philipp Soldan identifiziert, der wohl für den plastischen Schmuck verantwortlich war. Die Anzahl der Steinmetzzeichen spricht dafür, dass Soldan mit insgesamt fünf weiteren Steinmetzen beschäftigt war.

#### Innenaufbau
Das Haus hat einen dreiteiligen Grundriss. Von einem mittleren Vorplatz zweigt links eine Rundbogentür zu dem sich in ganzer Bautiefe erstreckendem nördlichen Saal ab. An der Westseite führt ein Segmentbogen in den Erkerraum mit einem einfachen Sterngewölbe.
Das Portalgewände zeigt auf der Saalseite im Bogen das Rincksche Wappen, von Putten gehalten, darüber einen Wappenaufsatz aus dem späten 17. Jahrhundert. Darunter sieht man die Darstellungen von Adam und Eva. Südlich über eine weitere Renaissancetür kommt man in das etwas erhöht liegende Jagdzimmer. Dahinter befindet sich eine Schlafkammer. Die rundbogige Stubentür mit steinernem Gewände ist mit kauernden Tieren und Blumenranken verziert, an der Innenseite ist sie mit Waffentrophäen (Türkendolch, Pfeilköcher und Panzer) sowie mit Musikinstrumenten bemalt. Einem Wappenbild Rincks steht ein zweites mit einem Eichhörnchen (?) gegenüber. Ein drittes ornamentiertes Portal verbinden Stube und Kammer miteinander. Ein gusseiserner Ofen mit Majolika-Aufsatz von 1661/1663 gehört zur ältesten Ausstattung. Erweiterungsbaumaßnahmen wurden 1672 durchgeführt.

### Nordflügel
Der mittlere Bau entstand 1539, wie die Jahreszahl am Wappenstein vermerkt. Er besteht aus einem massiven Erdgeschoss und einem Fachwerkstock, von einem Satteldach gekrönt. Das Fachwerk ist 15 Gefache breit und drei Gefache hoch. Zur Versteifung sind zwei leicht gekrümmte „Alsfelder“ Langstreben eingesetzt. Im Erdgeschoss befindet sich ein spitzbogiges Portal mit abgefastem Gewände, eingefasst von einem Fenster rechts und drei Fenstern links. Zwischen den linken Fenstern befindet sich ein rechteckiger Wappenstein mit der Inschrift „1539 R R“ (Reichart Rink). Am Fachwerk fanden sich Reste der mittelalterlichen roten Bemalung. Es kann als ein einfaches Bauwerk angesehen werden.

### Westflügel
Der Westflügel stammt nach der Portalinschrift von 1672. Er besteht aus einem massiven Erdgeschoss mit Fachwerkobergeschoss, das durch einfache Verstrebungen, Bänder und Knaggen gekennzeichnet ist. Ihm sitzt ein Krüppelwalmdach auf, hofseitig mit zwei Zwerchgiebeln.

### Bewehrung
Die von Nordwest bis Süden entlang der Straße verlaufende noch vorhandene Außenmauer des Schlosshofs ist mit einem kleinen Wehrturm versehen und stammt aus dem 16. Jahrhundert. Das Hoftor an der Südseite besteht aus einer rundbogigen Durchfahrt auf Kämpfern und einer Pforte mit flachem Sturz über profilierten Kragsteinen, deren gefastes Gewand mit 1589 gekennzeichnet ist.